# Menominee (peuple)
Pour les articles homonymes, voir Menominee.
Les Menominee (appelés en français Folles-Avoines) sont avec les Winnebagos et les Ojibwés, les habitants originels du Wisconsin et du nord du Michigan. Ils ont demeuré dans cette région pendant plus de 5 000 ans. Leur existence a débuté le long de la rivière Menominee, qui forme aujourd'hui la frontière entre le Wisconsin et le nord du Michigan. Les autres nations amérindiennes qui occupaient le Wisconsin avant 1600 étaient les Dakotas (Sioux) dans le nord-ouest, les Illinois dans le sud et les Cheyennes dans le centre-ouest de l'État.
Leur contact avec les voyageurs canadiens après 1667, a eu pour cause d'étendre leur territoire pour chasser pour la fourrure. Ils prirent encore plus d'expansion après que les Canadiens et les Algonquins furent victorieux des Iroquois en 1701. Les Winnebagos, qui étaient nombreux, avaient été décimés par la guerre et les épidémies durant les 60 années précédentes. C'est alors que les Menominees se replièrent plus au sud et à l'ouest, remplissant cet espace vide. À leur apogée, les Menominees contrôlaient le centre du Wisconsin, aussi à l'ouest que Milwaukee, qui représentait près de 10 millions d'acres (40 470 km2). La colonisation des blancs et la coupe du bois, a rapidement réduit leur territoire après 1832. Après plusieurs traités et concessions territoriales, les Menominees, après 1856, furent confinés à 235 000 acres (951 km2) sur une réserve dans le nord-est du Wisconsin. Malgré des tentatives de les déménager au Minnesota, ils sont demeurés dans leurs terres ancestrales jusqu'à nos jours.

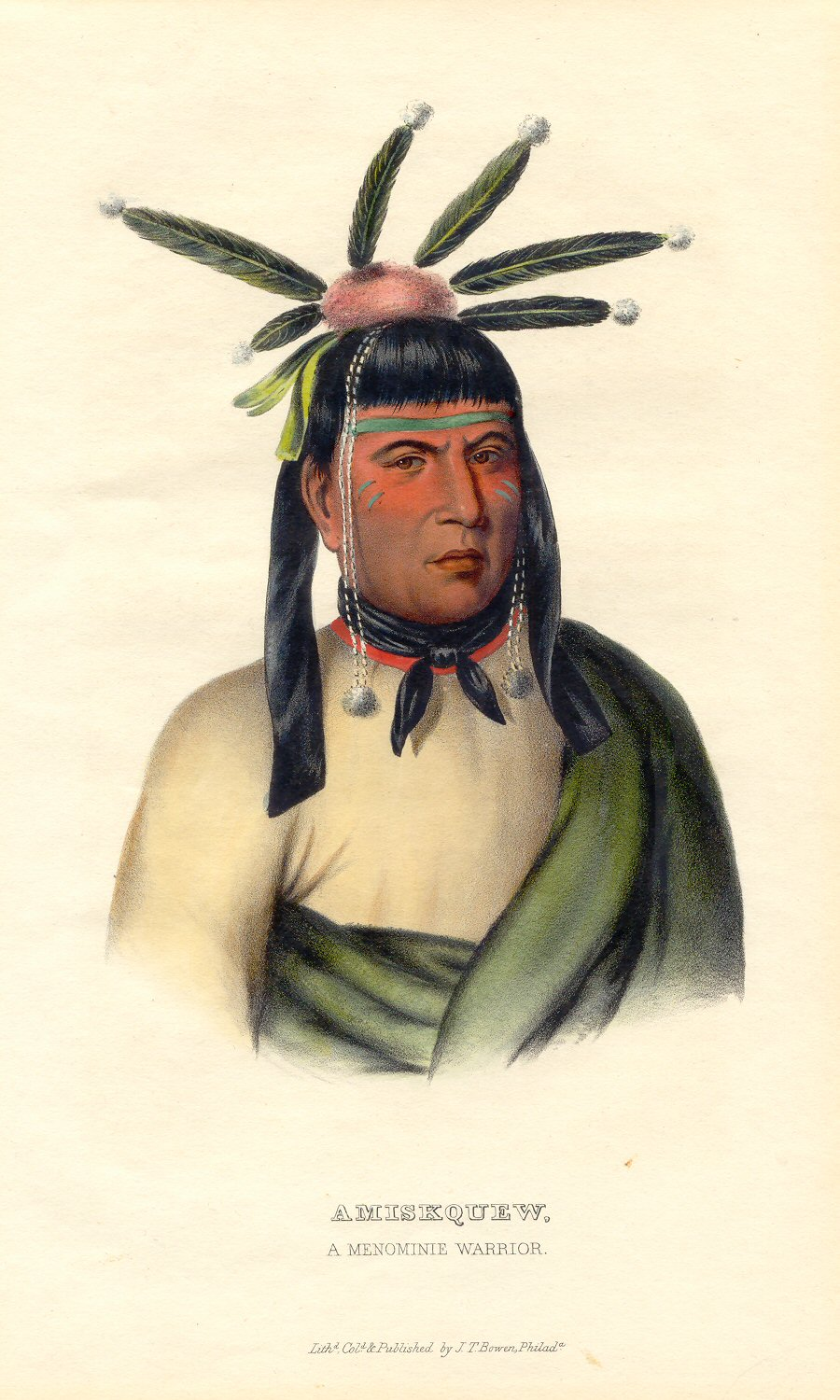
Amiskquew, guerrier Menominee peint par Charles Bird King.